# 本田中心
本田中心是一座位於美國加州的橘郡安那翰市中心的室內體育館，由日本本田技研工業冠名贊助。

## 外部連結
- （英文）本田中心官方網站 （页面存档备份，存于）